# Arabidella chrysodema
Arabidella chrysodema är en korsblommig växtart som beskrevs av Lepschi och Wege. Arabidella chrysodema ingår i släktet Arabidella och familjen korsblommiga växter. Inga underarter finns listade i Catalogue of Life.